# Teruelictis riparius
Teruelictis riparius Salesa et al., 2013 è un mammifero carnivoro estinto, appartenente alla famiglia Mustelidae. Visse nel Miocene superiore (Vallesiano, circa 11 - 9 milioni di anni fa) e i suoi resti fossili sono stati ritrovati in Spagna.

## Descrizione
Questo animale, lungo circa 60 centimetri, possedeva caratteristiche anatomiche particolari: la dentatura era molto simile a quella delle lontre, mentre lo scheletro postcranico era snello e dalle zampe lunghe, molto diverso da quello delle lontre attuali. In particolare, il dorso era allungato, ma sorretto da zampe gracili, dalle lunghe ossa metacarpali. L'aspetto, quindi, doveva richiamare quello dei mustelidi terrestri.

## Tassonomia
Descritto per la prima volta nel 2013, T. riparius è stato rinvenuto nel sito fossilifero noto come La Roma 2 (Alfambra, Teruel, Spagna). Un'analisi cladistica compiuta nello studio ha messo in luce numerose affinità con alcune lontre primitive (Paralutra e Lartetictis), in particolare riguardo alla mandibola e alla dentatura. La morfologia dello scheletro postcranico, tipica di un animale terrestre e priva di qualunque specializzazione per la vita acquatica, è peraltro sconosciuta tra i lutrini.
Il mosaico di caratteristiche suggerisce che la linea evolutiva di Teruelictis si sia originata nel Miocene inferiore o addirittura nell'Oligocene, prima che le lontre acquisissero uno stile di vita acquatico. Si suppone quindi che la morfologia dentaria delle lontre si sia sviluppata prima delle altre caratteristiche dello scheletro di questo gruppo di mustelidi.